# Kieritzsch
Kieritzsch ist ein Ortsteil der Gemeinde Neukieritzsch im Landkreis Leipzig (Freistaat Sachsen). Er bildete zwischen 1973 und 1995 einen Ortsteil der Gemeinde Lippendorf-Kieritzsch.
In der Flur von Kieritzsch befand sich das Gut Zöllsdorf, das Martin Luther 1540 seiner Frau Katharina von Bora als Witwensitz geschenkt hatte. Es fiel später wüst und musste 1990 dem Tagebau Peres weichen.

## Geografie
Kieritzsch liegt in der Leipziger Tieflandsbucht 20 Kilometer südlich von Leipzig. Im Westen befindet sich der zum Mitteldeutschen Braunkohlerevier gehörige Tagebau Vereinigtes Schleenhain (Abbaufeld Peres), im Norden das Kraftwerk Lippendorf, im Osten die Pleiße und im Südosten Neukieritzsch.

## Geschichte

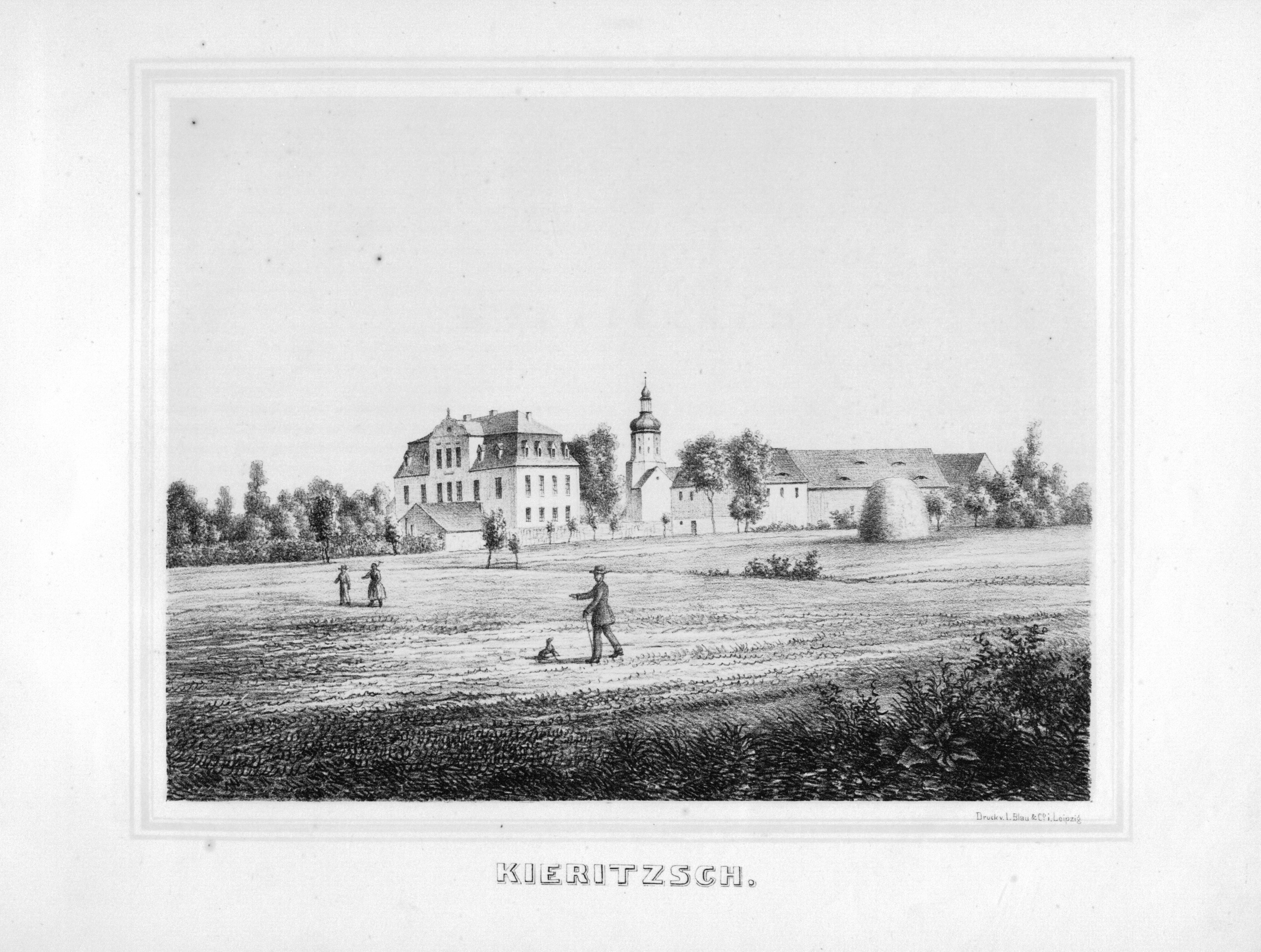
Rittergut Kieritzsch

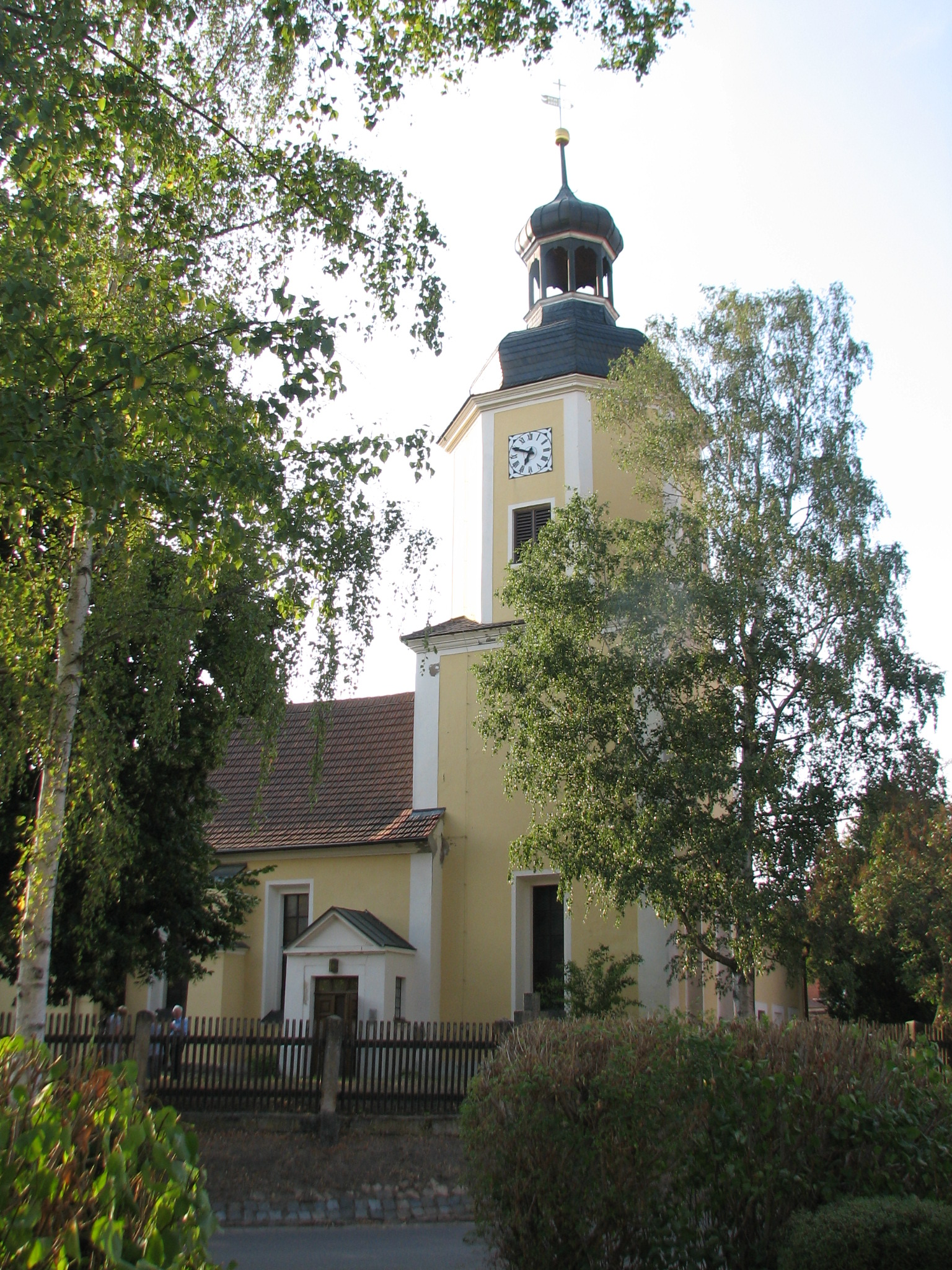
Die Kirche zu Kieritzsch mit Schlag & Söhne-Orgel von 1908

Kieritzsch wurde im Jahr 1378 erstmals urkundlich erwähnt. Ein Rittersitz ist in Kieritzsch seit 1445/47 belegt. Zwischen 1555 und 1729 befand sich das Rittergut Kieritzsch im Besitz der Familie von Helldorf. Nachdem es zwischen 1764 und 1793 der Familie von Uetterodt gehört hatte, war die Familie von Helldorff zwischen 1819 und 1844 nochmaliger Besitzer des Guts. Um 1859 gehörte es der Familie Katrade und zwischen 1876 und 1920 der Familie von Funcke. Das Herrenhaus wurde abgerissen, nur noch ein Wirtschaftsgebäude ist noch vorhanden.
Zum Rittergut Kieritzsch gehörte das Vorwerk Zöllsdorf, das Martin Luther seiner Frau Katharina von Bora im Jahr 1540 als Witwensitz gekauft hatte. Um 1553/54 musste sie das Gut aufgrund finanzieller Nöte verkaufen. Das Vorwerk Zöllsdorf wurde danach noch einmal 1791 erwähnt. Im 19. Jahrhundert galt Zöllsdorf als „wüste Mark Zöllsdorf“ in der Kieritzscher Flur. In Erinnerung an Martin Luther wurde am ehemaligen Standort des Guts im Jahr 1817 ein Gedenkstein aufgestellt, der in Vorbereitung der Abbaggerung von Zöllsdorf durch den Tagebau Peres im Jahr 1981 nach Neukieritzsch umgesetzt wurde. Die Bildnisse von Luther und seiner Frau, die heute in der Kirche Kieritzsch zu sehen sind, stammen ebenfalls aus dem Gutshaus zu Zöllsdorf: Über Jahrhunderte hinweg hatten traditionsbewusste Ortsbewohner und der Kirchenpatron diese Medaillons vom einstigen Witwensitz der Lutherin in Zöllsdorf, dem Luthersaal im ehemaligen Rittergut Kieritzsch schließlich in die evangelisch-lutherische Kirche, die eine von 2010 bis 2011 sanierte Schlag & Söhne-Orgel aus dem Jahr 1908 hat, retten können.
Der Ort Kieritzsch mit dem gleichnamigen Rittergut und dem Vorwerk Zöllsdorf lagen bis 1856 im kursächsischen bzw. königlich-sächsischen Amt Borna. Ab 1856 gehörte Kieritzsch zum Gerichtsamt Borna und ab 1875 zur Amtshauptmannschaft Borna.
Mit der Eröffnung des Abschnitts Leipzig–Altenburg der Bahnstrecke Leipzig–Hof wurde am 19. September 1842 der „Bahnhof Kieritzsch“ eingeweiht. Dieser lag drei Kilometer südlich von Kieritzsch in der Flur der Nachbarorte Kahnsdorf und Pürsten. Da aber beide Orte eine Benennung nach ihrem Ort ablehnten, bekam der Halt den Namen von Kieritzsch. In unmittelbarer Nähe zum Bahnhof entwickelte sich in der Folgezeit die Siedlung "Am Bahnhof Kieritzsch". Ihre Flur gehörte 1875 zu Pürsten und 1905 zu Kahnsdorf.  Der bis zum 3. Oktober 1936 als "Bahnhof Kieritzsch" geführte Bahnhof erfuhr mit der Eröffnung der Strecken nach Borna (1867; 1872 bis Chemnitz verlängert) und nach Pegau (1909) eine Bedeutung als kleiner Eisenbahnknoten. Nach der Bildung von Neukieritzsch im Jahr 1935 erhielt die Station im Jahr 1936 den Namen „Bahnhof Neukieritzsch“.
1952 wurde Kieritzsch dem Kreis Borna im Bezirk Leipzig angegliedert. Da der Ort inmitten des Bornaer Braunkohlereviers lag, wurde er seit Anfang des 20. Jahrhunderts massiv von der Braunkohleindustrie geprägt. 1926 entstand im nördlichen Nachbarort Medewitzsch (heute: Lippendorf) das Industriekraftwerk Böhlen. Dem Neubau des (alten) Kraftwerks Lippendorf mussten im Jahr 1960 die Lippendorfer Ortsteile Lippendorf und Spahnsdorf weichen. Östlich von Kieritzsch war zwischen 1911 und 1993 der Tagebau Witznitz bzw. seine Vorgänger aktiv. Im Süden wurde 1949 der Tagebau Schleenhain aufgeschlossen, der seit 1994/95 als Tagebau Vereinigtes Schleenhain weitergeführt wird. Im Westen von Kieritzsch war zwischen 1963 und 1991 der Tagebau Peres aktiv. Die in der Flur Kieritzsch gelegene Wüstung Zöllsdorf wurde ein Jahr vor der Stilllegung im Jahr 1990 teilweise abgebaggert.
Am 1. Januar 1973 wurde Kieritzsch mit Lippendorf zu Lippendorf-Kieritzsch vereinigt. Dieses gehörte seit 1990 zum sächsischen Landkreis Borna und seit 1994 zum Landkreis Leipziger Land. Mit der Eingemeindung von Lippendorf-Kieritzsch nach Neukieritzsch ist Kieritzsch seit dem 1. Januar 1996 ein Ortsteil von Neukieritzsch.
Im Zuge der geplanten Erweiterung des Tagebaus Vereinigtes Schleenhain war im Jahr 2011 ein „Abbaufeld Kieritzsch“ im Gespräch, dem der Ort Kieritzsch weichen sollte.

## Verkehr
Südlich von Kieritzsch verläuft die Bundesstraße 176. Im Nordosten tangiert die Staatsstraße 71 den Ort. Östlich des Orts verläuft die Bahnstrecke Leipzig–Hof, an der Kieritzsch keinen direkten Halt hat. Der Bahnhof in Neukieritzsch trug zwar bis 1935 die Bezeichnung „Bahnhof Kieritzsch“, lag aber in der Flur von Kahnsdorf bzw. heute in der Flur von Neukieritzsch. Der Bahnhof Neukieritzsch wird von der S-Bahn Mitteldeutschland bedient.